# Мешак
Мешак (лат. foliculus) је тип појединачних, пуцајућих плодова. То значи да се отвара пуцајући; у овом случају трбушним шавом насталим срастањем ивица карпеле, који је најчешће окренут ка цветној осовини.
Овај плод који настаје од једног оплодног листића, представља најпримитивнију форму плода.

## Примери
Заступљен је код биљака из породице љутића, као што је жаворњак, кандилка и кукурек, али и код неких других биљака.